# Іза
І́за — село в Хустській міській громаді у Закарпатській області в Україні. Входить до складу Хустської міської громади. Розташоване між двома гірськими пасмами, на лівому березі Ріки за 5 км від районного центру і залізничної станції Хуст. Населення — 5 237 чоловік (на 2001 рік).

## Історія
Про заселення території Ізи в I тисячолітті н. е. свідчать два курганних могильника рубежу нової ери та III—IV століть н. е., досліджені на її околиці. Перша група курганів — праворуч від дороги Іза — Липча, друга — на північний схід, ближче до села. Могильники досліджувалися братами Затлукал в 1939—1940 роках, М. Ю. Смішком в 1948—1949 роках та В. Г. Котигорошком в 1975—1976 роках. Досліджено похованя культури карпатських курганів І — IV століть нашої ери.
Перші письмові згадки про Ізу відносяться до 1387 року. Легенда пов'язує назву села з прізвищем першого поселенця Ізая, яке згодом тут була досить поширене.
У XVI—XVII століттях жителі Ізи були кріпаками Хустської домінії, а потім феодалів Жигмундів. Населення займалося в основному землеробством — сіяли головним чином жито, ячмінь, пшеницю, овес. Розвивалося також тваринництво. Крім того, тут були поширені рибальство і мисливство. У річках Тисі та Ріці водилося багато риби, а в навколишніх лісах — дичина. Кріпаки платили грошові та натуральні побори, а також відпрацьовували панщину. Вони віддавали домінії дев'ятину від урожаю, десятину від худоби, визначену кількість курей, яєць, гусей, встановлену суму грошей, утримували протягом зими домініальну худобу. Жителі Ізи взяли участь у селянській війні 1514 року під проводом Дєрдя Дожі та інших народних виступах. У 1646 році тут було введено унію.
В Ізі провів останні роки життя український письменник-полеміст Михайло Андрелла. Тут він помер і похований. У 1768 році в Ізі налічувалося 79 селянських господарств, що мали в користуванні лише по півнаділу землі. Розмір панщини був нічим не обмежений: селяни один тиждень працювали вдома, наступний — на панщині на користь поміщика. Особливо важка була праця на поміщицьких полях під час збирання врожаю. У 1786 році під час голоду померла понад третина жителів Ізи.
У 1830 році в селі проживало 1198 людей. У результаті революції 1848—1849 років було скасовано кріпацтво.
В кінці XIX століття в селі широко поширився промисел плетіння кошиків з лози. Одним з його родоначальників був Іван Кашко. Він навчив цьому ремеслу двох синів, а потім ним стали займатися ще кілька жителів села. Свої вироби вони продавали на базарі в Хусті і в інших містах. У 1909–1910 роках багато безземельних і малоземельних жителів Ізи були зайняті плетінням кошиків. Цей промисел поступово вдосконалювався. Крім виготовлення кошиків, тут обплітали лозою скляні бутлі для вина, а також для хімічних речовин, що випускалися акціонерним товариством «Клотільда» в Великому Бичкові. Влітку селяни готували лозу, чистили її від кори, фарбували, а взимку займалися плетінням.
На початку XX століття Іза була великим селом Марамороської жупи. Якщо в 1873 році тут налічувалося 365 житлових будинків та 1 707 мешканців, то в 1900 році — 519 житлових будинків та 2 505 мешканців. Із загальної кількості жителів 2 248 осіб (90 відсотків) складали українці, 219 — німці, 36 — угорці, 42 — румуни. До села було приписано 7 706 кадастральних хольдів землі.
З 1899 року в Ізі діяла початкова школа. Навчання в ній велося угорською мовою. У 1908/09 навчальні роки в школі два вчителі навчали 120 учнів. У 1900 році тільки 433 жителя вміли читати і писати. Проти політики національного гноблення українського населення виступав Іван Раковський, який жив в селі з 1859 по 1885 рік. Сюди він приїхав з Будапешта, де був редактором кількох російських періодичних видань. Він помер в Ізі, де і похований.
Після розпаду Австрійської імперії у 1918 році село захоплювала Угорщина, Румунія (наприкінці квітня 1919 року), а у вересні тут була встановлена влада Чехословаччини.
У 1920—1930-х роках в селі почали займатися столярством, теслярством, ткацтвом. Ізянські столяри були відомі далеко за межами села. Невелика частина жителів працювала плотогонами. Сільська біднота за мізерну плату наймалася до багатіїв.
З 1919 року в Ізі функціонувала українська початкові школа, а з початку 1930-х років — і чеська. У 1938 році в обох початкових школах навчалися 300 учнів і працювали 14 учителів. Були бібліотека та читальня. У 1939 році в селі проживав 3 631 чоловік і налічувався 761 житлових будинків.
З 15 березня 1939 року село входило до складу Карпатської України, проте вже 18 березня Ізу окупували угорські війська.

## Присілки
Мочар
Мочар —  колишнє село в Україні, в Закарпатській області. Об'єднане з селом Іза
Згадки: 1390: Mochar, 1402: Mochyar, Machyar.

## Населення
Згідно з переписом УРСР 1989 року чисельність наявного населення села становила 4794 особи, з яких 2360 чоловіків та 2434 жінки.
За переписом населення України 2001 року в селі мешкало 5209 осіб.

### Мова
Розподіл населення за рідною мовою за даними перепису 2001 року:
| Мова            | Кількість | Відсоток |
| --------------- | --------- | -------- |
| українська      | 5201      | 99.31%   |
| російська       | 24        | 0.48%    |
| угорська        | 6         | 0.11%    |
| німецька        | 3         | 0.06%    |
| словацька       | 2         | 0.04%    |
| інші/не вказали | 1         | 0.02%    |
| Усього          | 5237      | 100%     |

## Економіка

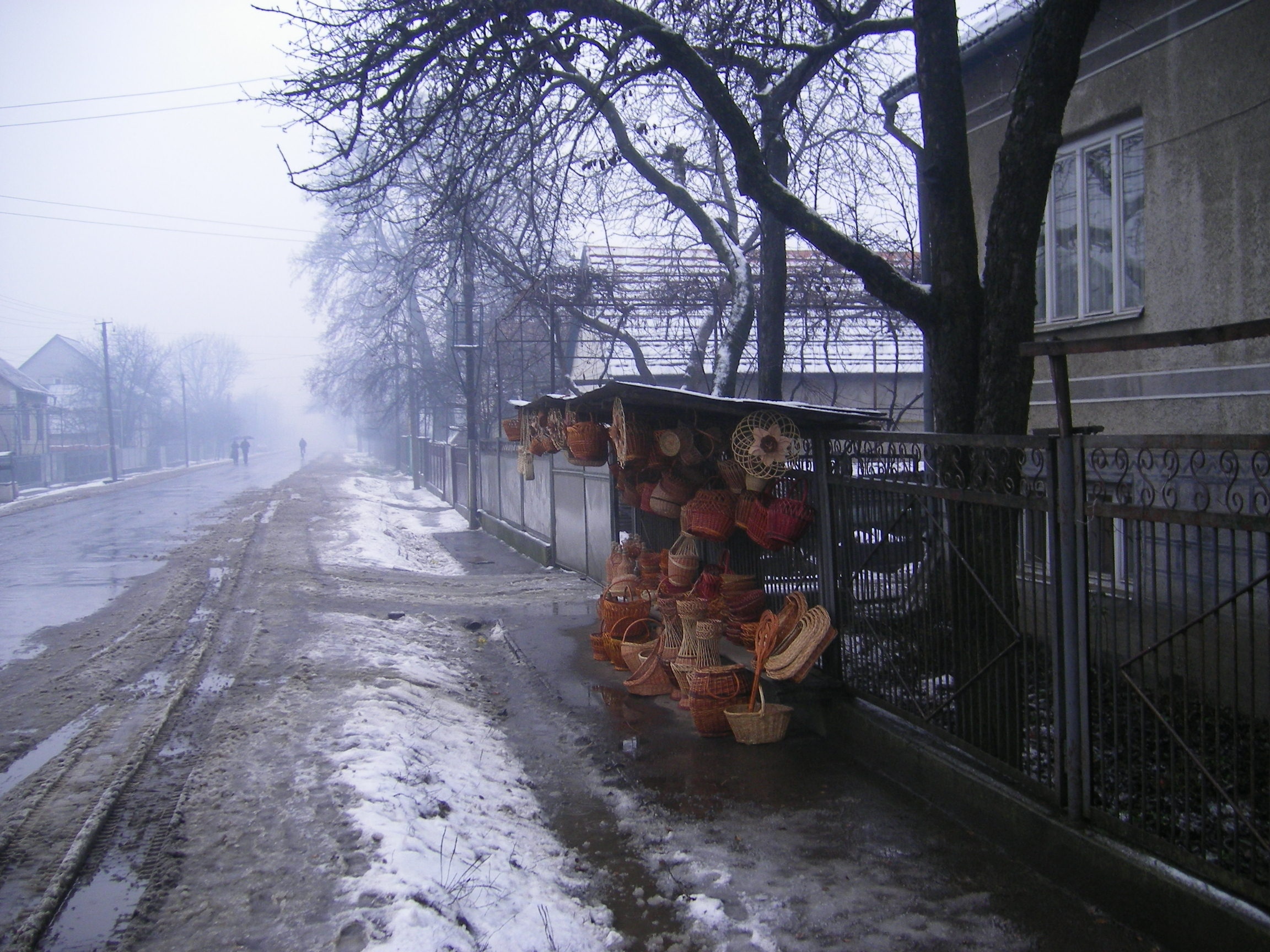
Сучасні вироби з лози в Ізі

Село — великий центр лозоплетіння.
В селі розташований завод "Албіон Гроуп", європейського виробника павільйонів для басейнів.
У селі діє єдина в Україні ферма з розведення плямистих манчжурських оленів, яка постачає сировину для виробництва пантокрину.

## Релігія
В селі діє чоловічий Свято-Миколаївський монастир, де зберігаються мощі святого преподобного Олексія Карпаторуського (Олександра Кабалюка).
Церква Успіння пр. богородиці. 1901.
У 1751 р. в селі були дві дерев'яні церкви. Одна в доброму стані, з вежею, з двома дзвонами, вкрита шинґлами, прикрашена всіма місцевими образами, посвячена на Успіння Богородиці. Друга — Різдва пр. богородиці, теж з вежею, з двома дзвонами та всіма образами. У 1801 р. йдеться, очевидно, про ті ж церкви: «вишня коло фари доста добра; нижня мала, стара, зато запераєтся, утварь же єї перенесеться до другої, а что не потребно, най продастся». Дерев'яна церква Різдва з 1580 р. ще стояла на поч. XX ст. і зазначена в шематизмі 1915 р.
У 1922 р. каноник Василь Гаджеґа згадував з жалем про зруйновану в рідній Ізі дерев'яну готичну церкву Різдва, що походила з XVI ст. У 1920-ті роки Іза стала центром православ'я на Мараморощині, яке поширилося ще в перші роки XX ст. Селяни вважали новозбудовану церкву православною і спір про право власності на муровану церкву Успіння тривав аж до 1931 p., коли справу вирішили на користь греко-католиків.
14 квітня 1937 р. близько 8 год. 30 хв. вечора мурована греко-католицька церква була підпалена і цим зруйнована, але дивом вціліли престол, казательниця та іконостас. Іконостас, як розказують, деякий час прикрашав церкву в Монастирці, звідки ізяни забрали його силою і склали в Феофана Сабова, а тепер цей майстерний витвір встановлено в новозбудованій православній церкві. Збитки становили 400 тисяч чехословацьких корон, але винуватців не знайшли. Спалений храм планували відбудувати, та перешкодили політичні обставини.
Залишки церкви розібрали 12 березня 1976 р. за ініціативою тогочасних голови колгоспу та секретаря парткому і на місці церкви збудували будинок сільради.
Церква св. Миколи Чудотворця. Початок 1920-х.
Православний чоловічий монастир за зразком російських вирішили збудувати в Ізі ієромонахи Олексій, Амфілохій та Матвій, які повернулися з російського полону після Першої світової війни. Роботи, очолювані ієромонахом Матвієм, почалися 1920 р., а в 1921 єпископ Досифей затвердив ігуменом о. Олексія Кабалюка і відслужив першу службу у новозбудованій монастирській церкві.
Дерев'яну церкву св. Миколи (літнього) збудували на місці старої церкви, у якій колись служив відомий культурний діяч краю о. Іван Раковський, а монахи поселилися на фарі біля мурованої церкви. За даними, зібраними вчителем Михайлом Прокопом, церкву будували місцеві майстри Петро Сабов, Микола Сабов, Гелебан, Мадяр. За композицією форм церква нагадувала гуцульські п'ятизрубні церкви, незвичною була лише дзвіниця над видовженим приміщенням на західному фасаді.
У 1925 р. корпус келій вирішили будувати за селом в урочищі Карповтлаш, яке стало новим місцем монастиря, а Миколаївська церква залишилася сільською церквою.
З 1969 р. храмовим святом стало Успіння пр. богородиці. Того ж року Іван Андрішко намалював ікони до іконостаса. У 1980—1984 роках інтер'єр церкви розмалював Василь Якубець.
В селі діє чоловічий Свято-Миколаївський монастир, де зберігаються мощі святого преподобного Олексія Карпатського. Історія цього скиту почалася у 1924 р., коли Дмитро Сабов, отримавши у спадок від батька будиночок, вирішив заснувати в ньому скит. Дівчата-монашки також купили маленький будинок і поставили його коло Дмитрового.
З розповідей черниці Євдокії Ізай, які записав учитель Михайло Прокіп, відомо, що перший будиночок збудовали з вальків на основі оборогу (конструкція з 4 стовпів та даху для зберігана сіна), до якого поступово добудували інші приміщення. У 1946 р. скит отримав законне визнання, а Дмитро Сабов став ієромонахом з іменем Іоан і з дозволу єпископа Нестора влаштував у своєму будинку домову церкву на честь Різдва Богородиці. Хоч ієромонах через своє свавілля був позбавлений сану, монашки продовжували жити общиною. На початку 1950-х років скит закрила радянська влада. Окремі монашки пішли в Липчанський монастир, інші розійшлися по домівках.
До закриття у 1959 р. в монастирі проживало 67 монахів, після чого в монастирі розміщувався санаторій, а потім — туберкульозний диспансер (який діє тут і до сьогоднішнього дня).
З 1991 р. монастир очолював архімандрит Стратонік (Легач), а з 9 березня 2000 р. — намісником монастиря було призначено архім. Вассіана (Поп).
В неділю Торжества Православ'я 1994 р. відбулася закладка нового соборного храму монастиря на честь свт. Николая. Будівництво було закінчено у 1998 р.
Головними святинями обителі є мощі преподобного Алексія Карпаторуського, сповідника, та Афонська ікона Божої Матері «Скоропослушниця», яку обріли разом з мощами прп. Алексія у 1999 р., пролежавши в землі 52 роки.

## Лозоплетіння
Село вважається столицею лозоплетіння на Закарпатті. Чи не в кожному дворі виставляються плетені вироби, здебільшого кошики. Користуються популярністю і різноманітні сувеніри (шкатулки, бутлі, хлібниці, абажури, тарілки, підставки) та меблі (ліжка, стільці, столи, крісла, гойдалки, лавки, дивани, етажерки, тумбочки, колиски) тощо. Майже для усіх жителів села Іза цей промисел є основним видом заробітку.
Цей народний промисел з неповторною та оригінальною технікою процвітає тут ще з ХІХ ст. Заснував його ремісник І.Кашко, згодом передав знання своїм дітям, а з часом це стало головним заняттям усіх місцевих жителів. Масове виробництво товарів з лози припадає на 1880-і роки. Його пов’язують з іменем підприємця Гаймфельда, який організував майстерню з виготовлення різних виробів з лози. Уже на початку ХХ ст. Іза стає головним центром лозоплетіння тодішнього мараморського комітату (жупи) Австро-Угорщини.

## Відомі люди

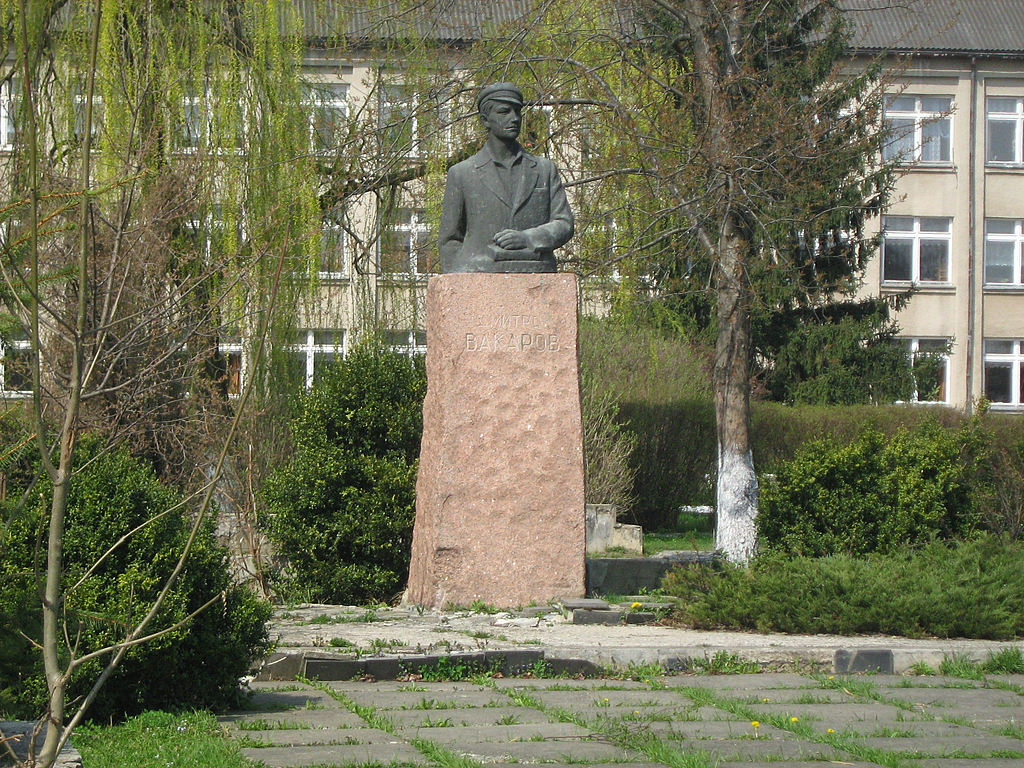
Пам'ятник Дмитру Вакарову в селі

В селі народилися:
- Святий Йов Угольський;
- релігійний діяч Феофан;
- поет-антинацист Дмитро Вакаров.
- правник Василь Вакаров (* 1966).
- мовознавець Кирило Галас
- педагог Олексій Пристая

## Туристичні місця
- два курганних могильника рубежу нової ери та III—IV століть н. е., досліджені на її околиці. Перша група курганів — праворуч від дороги іза — Липча, друга — напівнічний схід, ближче до села. Досліджено похованя культури карпатських курганів І — IV століть нашої ери.
- храм св. Миколи Чудотворця. Початок 1920-х.
- чоловічий Свято-Миколаївський монастир
- храм св. Миколи Чудотворця. Початок 1920-х.
- храм Успіння пр. богородиці. 1901.
- центр лозоплетіння
- єдина в Україні ферма з розведення плямистих манчжурських оленів, яка постачає сировину для виробництва пантокрину